# Dzień Ludzi Bezdomnych
Dzień Ludzi Bezdomnych – nieformalne polskie święto obchodzone 14 kwietnia, którego istnienie zainicjował twórca stowarzyszenia Monar i Ruchu Wychodzenia z Bezdomności Markot - Marek Kotański. Święto jest obchodzone poprzez organizowanie rozmaitych akcji pomocy ludziom bezdomnym oraz akcje informacyjne mające zwrócić uwagę całego społeczeństwa na problemy ludzi bezdomnych. 
Pierwsza edycja Dnia Ludzi Bezdomnych miała miejsce 14 kwietnia 1996 r. Pomysłodawcą ustanowienia Dnia Ludzi Bezdomnych był Krzysztof Cybruch, wieloletni szef zespołu promocji i obsługi merytorycznej przewodniczącego Monaru, nieformalny rzecznik prasowy Marka Kotańskiego. Krzysztof Cybruch był także kanclerzem kapituły honorowego tytułu "Przyjaciel Ludzi Bezdomnych", wyróżnienia, którego formułę opracował.
Zobacz też
- Przyjaciel Ludzi Bezdomnych
- Serc Pospolite Ruszenie

Źródło
- Dzień Ludzi Bezdomnych na mops.pl